# За останньою межею
«За останньою межею» (рос. «За последней чертой») — радянський художній фільм, кримінальний бойовик з Ігорем Тальковим і Євгеном Сидихіним в головних ролях, знятий в 1990 році. Прем'єра: грудень 1991 року.

## Сюжет
Боксер Віктор Дрьомов (Сідіхін), вийшовши з в'язниці (відбував 3 роки за побиття), опиняється в складному становищі — кохана жінка пішла до старого антиквара, немає грошей і роботи. Незабаром він потрапляє під спостереження рекетирів, які шляхом вмілої провокації і зв'язків в міліції намагаються залучити колишнього чемпіона з боксу до кримінальної діяльності. Відмовити бандитам непросто, і під впливом їх шантажу він погоджується на них працювати. Однак пізніше Віктор все одно відмовляється продовжувати займатися рекетом, і в результаті проти нього фабрикують неправдивий донос. Дрьомова затримує міліція, але він не чекає пред'явлення звинувачень. Втікши з відділення міліції, герой вирішує діяти і наодинці знищує бандитів.

## У ролях
- Євген Сидихін —  Віктор Дрьомов, ЗМС з боксу
- Віктор Степанов —  Володимир Миколайович Стародубцев, тренер Дрьомова
- Аліна Таркинська —  повія Мері
- Катерина Кміт —  подруга Мері
- Володимир Нисков —  рекетир
- Володимир Яковлєв —  Голубєв, старший лейтенант (убитий Костіковим в квартирі Дрьомова)
- Олександр Казаков —  капітан Костіков
- Ігор Тальков —  Гарік, ватажок банди рекетирів
- Володимир Тальков —  рекетир за кермом
- Тетяна Лютаєва —  Ірина, колишня дівчина Віктора
- Володимир Кашпур —  підставний свідок Микола Фомич
- Олександр Філяс —  рекетир
- Ігор Міркурбанов —  рекетир Толян
- Федір Смирнов —  міліціонер
- Георгій Айвазов —  антиквар Айвазов
- Микита Джигурда —  шашличник  в кафе Кавказька кухня (немає в титрах)

## Знімальна група
- Режисер — Микола Стамбула
- Автор сценарію — Едуард Володарський
- Оператор — Олександр Карюк, Геннадій Карюк
- Композитор — Ігор Кантюков